# Zona neàrtica
La Neàrtica és una de les vuit ecozones de la Terra. L'ecozona neàrtica pertany a la zona holàrtica i cobreix la major part d'Amèrica del Nord, incloent-hi Groenlàndia. però sense el sud de Florida, sud de Mèxic, Amèrica Central ni les illes del Carib que formen part ja de la zona neotropical.

## Principalsecoregions
Segons el Fons Mundial per la Natura (WWF) la neàrtica es divideix en quatre bioregions.
Escut canadencDes de les illes Aleutianes a Terranova i Labrador, inclou la tundra neàrtica i la taigà americana.
Est d'Amèrica del NordInclou els boscos de fulla ampla temperats, les Grans Planes amb praderies i els boscos de coníferes del sud-est.
Oest d'Amèrica del NordInclou els boscos temperats de coníferes de la costa i muntanya fins a les muntanyes Rocoses i els deserts amb hivern fred, les praderies temperades i les zones arbustives.
Nord de MèxicAmb els deserts d'hivern fred i d'hivern temperat, els arbusts xèrics, incloent-hi el Desert de Chihuahua, el Desert de Sonora, i el Desert de Mojave, com els Chaparals de clima mediterrani, els boscos temperats i subtropicals de pins i pins i roures.

## Història
Malgrat que actualment Amèrica forma un únic continent havien estat separats durant 180 milions d'anys els subcontinents del Nord i del Sud fins que es va formar l'istme de Panamà. La fauna i la flora del nord i sud d'Amèrica van evolucionar separadament.